# Доброселье (Монастырщинский район)
Доброселье — деревня в Смоленской области России, в Монастырщинском районе. Расположена в западной части области в 18 км к юго-западу от Монастырщины, в междуречье рек Городни и Вихры. Население — 197 жителей (2007 год). Административный центр Добросельского сельского поселения.

## Достопримечательности
- Городище и группа из 27 курганов южнее деревни, все 1 тысячелетия нашей эры.